# Rockstar (bebida)
Rockstar (o ROCKST★R) es una bebida energética creada en 2000. Rockstar se localiza en Las Vegas, Nevada, fue fundada por Russell Weiner, quien actualmente es Director Ejecutivo de la misma. Se vende en Estados Unidos, Canadá, Reino Unido, Irlanda, Alemania, España,Japón, Hong Kong, Australia México, Malta, Nueva Zelanda, Países Bajos, Finlandia, Marruecos, Argentina, Chile, Uruguay, Colombia y Venezuela. Cuenta actualmente con veinte variedades.
La bebida energética Rockstar es distribuida en Estados Unidos y Canadá por PBG (excepto en el Noroeste del Pacífico y el Noreste de California, donde Rockstar mantiene la distribución).

## Sabores

### Sabores actuales
- Rockstar sabor original[4]
- Rockstar libre de azúcar
- Rockstar Zero
- Rockstar con zumo
  - Zumos (Mango, Naranja y frutas de la pasión)
  - Granada
  - Guayaba
- Rockstar Ponche de frutas
- Rockstar Ponche cítrico
- Rockstar Burner (como Rockstar Zero renombrado para su lanzamiento en Canadá)
- Rockstar 21 Rockstar Zero Carb no es apto para menores de 15 años

* Rockstar Winther
- Rockstar Cola
- Rockstar Star Flavor
- Rockstar Roasted (Coffee & Energy)
  - Mocha (Moka)
  - Latte
  - Light Vanilla (con un toque de vainilla)

### Sabores suspendidos
- Diet Rockstar (contenía aspartamo; reemplazado por Sugar-Free Rockstar, que contiene sucralosa)
- Rockstar Energy Cola (descontinuada después del acuerdo con Coca-Cola)

Actualmente es patrocinador del tour Haz & Fins de Londres.

## Contenido de cafeína
En Reino Unido y Canadá, cada lata contiene 160 mg de cafeína por cada 500 ml, por lo cual tuvo que agregarse la leyenda: "This product contains caffeine. It is not recommended for children, pregnant or breastfeeding women or individuals sensitive to caffeine" ("Este producto contiene cafeína. No está recomendado para niños, mujeres embarazadas o en lactancia o para personas sensibles a la cafeína"). Dicha leyenda también aparece en las latas americanas de 473 ml (16 fl/oz) y en las alemanas de 500 ml (cuya variación de cafeína es similar a la de Reino Unido). El sabor de ponche de frutas llamado "Rockstar Punched", tiene 240 mg de cafeína. En Australia salió una edición limitada con sabor frutal llamada Booty Patrol.

## Patrocinios
Rockstar patrocina varias modalidades deportivas, un programa de jóvenes modelos y a pilotos como Lucas Ordóñez, piloto de Nissan en el Mundial de Resistencia de la FIA.

## Versiones con Alcohol
Existen varias versiones disponibles con alcohol. La versión americana se llama Rockstar 21, y contrario a la creencia popular no se ha dejado de producir. Rockstar 21 contiene 6% de alcohol. En Canadá se venden tres variedades, una con el nombre "Rockstar + Vodka", otra llamada "Rockstar + Vodka/Pomegranate", cada una de estas con 6,9% de alcohol. La tercera se llama "Rockstar + Vodka Light," la cual es más "ligera" al tener 6,6% de alcohol, también contiene menos azúcar que las otras. En Canadá la edad legal para beber en la mayoría de las provincias es 19 años, y 18 en otros, por lo tanto, el nombre diferencia los productos comercializados en Canadá.